# Rim Jouini
Rim Jouini (sinh ngày 7 tháng 8 năm 1980) là một nữ võ sĩ người Tunisia. Tại Thế vận hội Mùa hè 2012, cô đã tham gia nội dung hạng nhẹ nữ, nhưng đã bị đánh bại ở vòng đầu tiên.